# Тунляо
Тунляо (кит. 通辽市, пін. Tōngliáo Shì) — місто-округ в автономному регіоні Внутрішня Монголія.

## Географія
Тунляо лежить у західній частині рівнини Сунляо та у південній частині Великого Хінгану.

### Клімат
Місто знаходиться у зоні, котра характеризується вологим континентальним кліматом зі спекотним літом. Найтепліший місяць — липень із середньою температурою 23.9 °C (75 °F). Найхолодніший місяць — січень, із середньою температурою -13.9 °С (7 °F).
| Клімат Тунляо           | Клімат Тунляо | Клімат Тунляо | Клімат Тунляо | Клімат Тунляо | Клімат Тунляо | Клімат Тунляо | Клімат Тунляо | Клімат Тунляо | Клімат Тунляо | Клімат Тунляо | Клімат Тунляо | Клімат Тунляо | Клімат Тунляо |
| Показник                | Січ.          | Лют.          | Бер.          | Квіт.         | Трав.         | Черв.         | Лип.          | Серп.         | Вер.          | Жовт.         | Лист.         | Груд.         | Рік           |
| Абсолютний максимум, °C | 5             | 13            | 21            | 32            | 37            | 37            | 35            | 36            | 31            | 26            | 17            | 12            | 37            |
| Середній максимум, °C   | −7            | −1            | 5             | 16            | 23            | 28            | 29            | 27            | 22            | 15            | 3             | −3            | 13            |
| Середня температура, °C | −13           | −8            | −1            | 8             | 15            | 21            | 23            | 22            | 16            | 8             | −2            | −9            | 6             |
| Середній мінімум, °C    | −20           | −16           | −8            | 1             | 8             | 15            | 18            | 17            | 10            | 1             | −8            | −16           | 0             |
| Абсолютний мінімум, °C  | −28           | −26           | −22           | −13           | −2            | 7             | 13            | 8             | −2            | −11           | −22           | −30           | −30           |
| Норма опадів, мм        | 0             | 0             | 0             | 10            | 20            | 60            | 110           | 90            | 20            | 10            | 10            | 0             | 380           |
| Днів з дощем            | 1             | 1             | 1             | 3             | 4             | 6             | 10            | 8             | 3             | 1             | 1             | 1             | 45            |
| Вологість повітря, %    | 53            | 46            | 42            | 42            | 44            | 59            | 75            | 76            | 68            | 55            | 52            | 55            | 56            |
| ----------------------- | ------------- | ------------- | ------------- | ------------- | ------------- | ------------- | ------------- | ------------- | ------------- | ------------- | ------------- | ------------- | ------------- |
| Джерело: Weatherbase    |               |               |               |               |               |               |               |               |               |               |               |               |               |

## Адміністративний поділ
Префектура поділяється на 1 район, 1 місто, 1 повіт і 5 хошунів:
| Карта                                                                                                 | Карта                        | Карта          | Карта            |
| --- | ---------------------------- | -------------- | ---------------- |
| ① Джаруд Кайлу Найман Хорчин – Лівий Середній стяг Хорчин Хорчин – Лівий Задній стяг Хуре ① Холін-Гол |                              |                |                  |
| Статус                                                                                                | Назва                        | Оригінал       | Населення (2020) |
| Район                                                                                                 | Хорчин                       | 科尔沁区       | 921 808          |
| Місто                                                                                                 | Холін-Гол                    | 霍林郭勒市     | 138 676          |
| Повіт                                                                                                 | Кайлу                        | 开鲁县         | 313 364          |
| Хошун                                                                                                 | Джаруд                       | 扎鲁特旗       | 251 806          |
| Хошун                                                                                                 | Найман                       | 奈曼旗         | 375 312          |
| Хошун                                                                                                 | Хорчин – Лівий Задній стяг   | 科尔沁左翼后旗 | 321 438          |
| Хошун                                                                                                 | Хорчин – Лівий Середній стяг | 科尔沁左翼中旗 | 399 631          |
| Хошун                                                                                                 | Хуре                         | 库伦旗         | 151 133          |